# Beaumont-sur-Sarthe
Beaumont-sur-Sarthe è un comune francese di 2 117 abitanti situato nel dipartimento della Sarthe nella regione dei Paesi della Loira.

## Società

### Evoluzione demografica
Abitanti censiti